# Gambaga
Gambaga és una petita població de Ghana a la Regió Superior Oriental, capital del districte d'East Mamprusi.
La seva activitat econòmica és l'agricultura, les pedreres i el comerç. Fou residència dels reis de Mamprusi i capital del Protectorat dels Territoris del Nord de la Costa d'Or fins al 1908 quan es va traslladar a Tamale. Hi ha un dels anomenats Camps de Bruixes (8 a tota Ghana).